# Симс, Одисси
Одисси Селеста Симс (англ. Odyssey Celeste Sims; род. 13 июля 1992 года в Ирвинге, Техас, США) — американская профессиональная баскетболистка, которая выступает в женской национальной баскетбольной ассоциации за клуб «Индиана Фивер». Была выбрана на драфте ВНБА 2014 года в первом раунде под вторым номером командой «Талса Шок». Играет на позиции разыгрывающего защитника. В 2012 году она стала чемпионкой Национальной ассоциации студенческого спорта (NCAA) в составе команды «Бэйлор Леди Бирс».

## Ранние годы
Одисси Симс родилась 13 июля 1992 года в городе Ирвинг, штат Техас, дочь Памелы Томпсон, у неё есть два старших брата, Оскар и Онай, а училась там же в средней школе Макартур, где выступала за местную баскетбольную команду.